# Boulevard Pierre-Paul-Riquet
Pour les articles homonymes, voir Rue Riquet.
Le boulevard Pierre-Paul-Riquet (en occitan : baloard Pèire Pau Riquet) est une voie de Toulouse, chef-lieu de la région Occitanie, dans le Midi de la France.

## Situation et accès

### Description
Le boulevard Pierre-Paul-Riquet est une voie publique. Il borde à l'est le quartier Saint-Aubin, dans le secteur 1 - Centre.
Il naît dans la continuité du boulevard du Professeur-Léopold-Escande, qui longe le canal du Midi, et qu'il prolonge à partir du carrefour du boulevard Jules-Michelet. Il reçoit successivement, à gauche, la rue de la Colombette, la rue Gabriel-Péri, la rue Saint-Ferréol et la rue des Sept-Troubadours, tandis que, à droite, le canal est franchi successivement, par une passerelle piétonne, la passerelle Charles-Bourseul, puis par le pont de la Colombette et le pont Gabriel-Péri. Le boulevard Pierre-Paul-Riquet se termine au carrefour des allées Jean-Jaurès et du pont Pierre-Paul-Riquet. Il est prolongé au nord par le boulevard de Bonrepos, le boulevard Matabiau et enfin le boulevard de la Marquette, qui aboutit aux Ponts-Jumeaux et au port de l'Embouchure, où se termine le canal.
La chaussée compte entre deux et trois voies de circulation automobile en sens unique, du boulevard du Professeur-Léopold-Escande vers le boulevard de Bonrepos. Il existe une piste cyclable, qui longe le canal du Midi, appartenant à la voie verte du Canal du Midi.

### Voies rencontrées
Le boulevard Pierre-Paul-Riquet rencontre les voies suivantes, d'ouest en est (« g » indique que la rue se situe à gauche, « d » à droite) :
1. Boulevard Jules-Michelet (g)
2. Passerelle Charles-Bourseul - accès piéton (d)
3. Rue de la Colombette (g)
4. Pont de la Colombette (d)
5. Rue Gabriel-Péri (g)
6. Pont Gabriel-Péri (d)
7. Rue Saint-Ferréol (g)
8. Rue des Sept-Troubadours (g)
9. Allées Jean-Jaurès (g)
10. Pont Pierre-Paul-Riquet (d)

### Transports
Le boulevard Pierre-Paul-Riquet est parcouru et desservi sur toute sa longueur par la ligne de bus 27 et, à partir du pont de la Colombette, par la ligne de bus 23. Au carrefour des allées Jean-Jaurès se trouvent également les arrêts du Linéo L8 et du bus 14. Au-delà du pont Georges-Pompidou se trouve, sur le boulevard de Marengo, la station de métro Marengo – SNCF, sur la ligne .
Il existe plusieurs stations de vélos en libre-service VélôToulouse à proximité du boulevard Pierre-Paul-Riquet : les stations no 62 (71 allées Jean-Jaurès), no 63 (54 rue des Sept-Troubadours) et no 64 (30 rue Gabriel-Péri).

## Odonymie

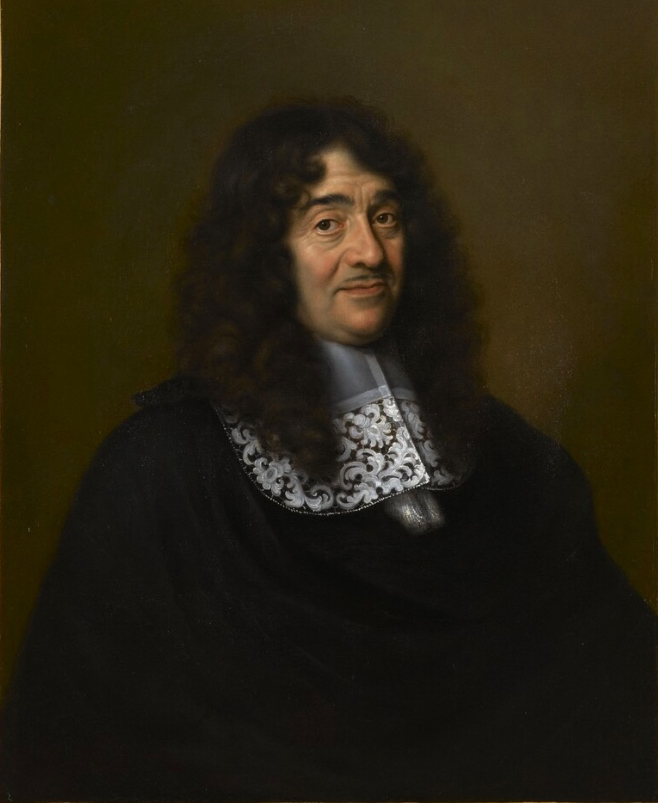
Portrait anonyme de Pierre-Paul Riquet.

Le boulevard porte le nom de Pierre-Paul Riquet, baron de Bonrepos, ingénieur français qui a permis la réalisation du canal du Midi entre la Garonne et la mer Méditerranée. Ce nom est d'ailleurs également porté par une rue et une place proches.

## Patrimoine et lieux d'intérêt

### Canal du Midi
Patrimoine mondial (1996).

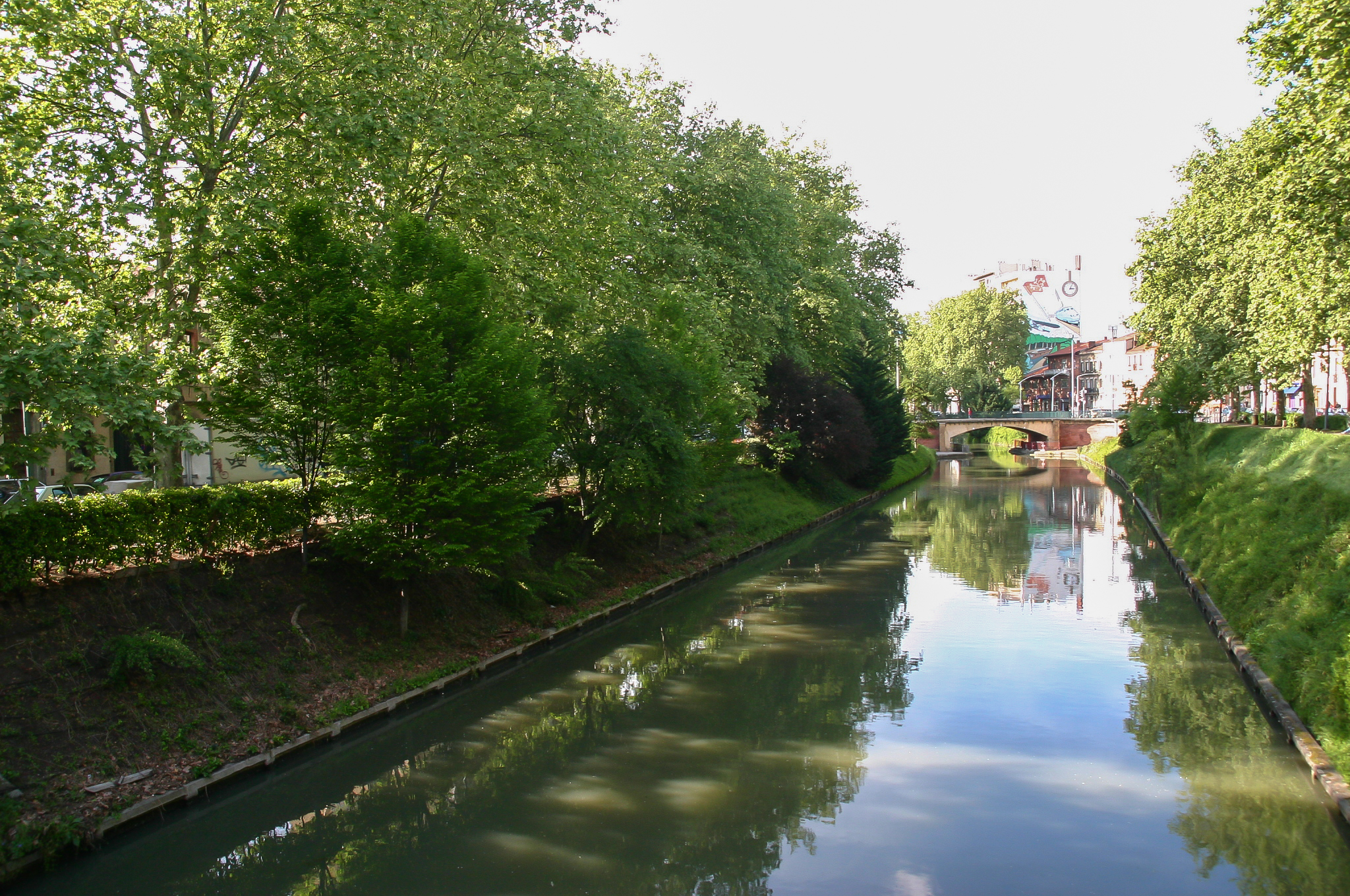
Le canal du Midi et le pont de la Colombette vus de la passerelle Charles-Bourseul.

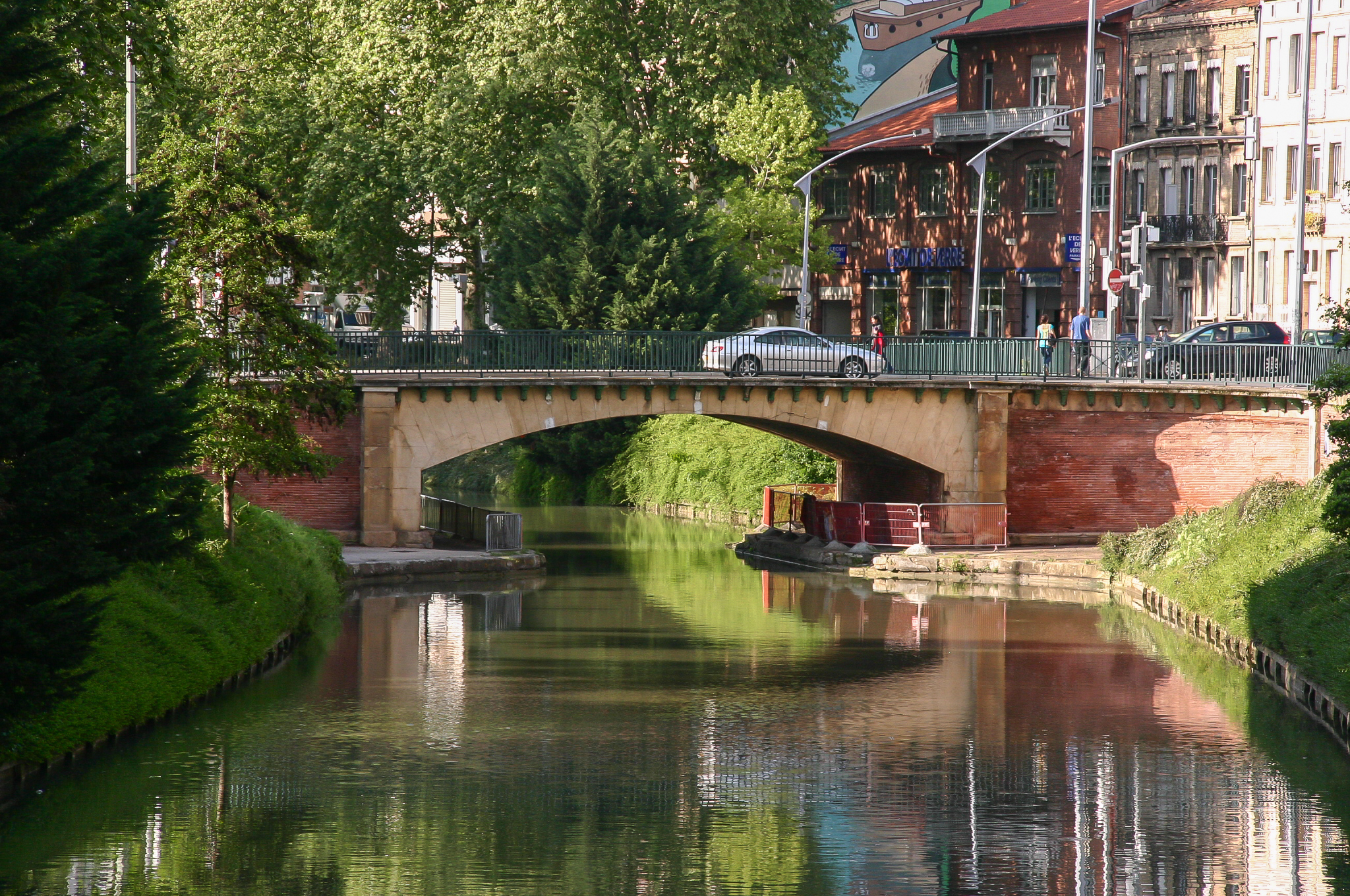
Le pont de la Colombette.

Le boulevard Pierre-Paul-Riquet longe le canal du Midi. La première partie du canal, entre la Garonne, à Toulouse, et le seuil de Naurouze, est creusée entre 1667 et 1671.
Le canal est franchi par plusieurs ponts et une passerelle : 
- passerelle Charles-Bourseul. 
La passerelle est construite en 1977 par l'administration des PTT, afin de faciliter l'accès au bureau de poste Saint-Aubin (actuel no 8 boulevard du Professeur-Léopold-Escande). Son nom rend d'ailleurs hommage à Charles Bourseul (1829-1912) : entré dans l'administration des télégraphes, il s'intéressa à la transmission électrique de la voix et fut un des inventeurs méconnus du téléphone, et termina sa carrière comme directeur départemental des Postes du Lot[3]. La passerelle, longue de 32,60 mètres et large de 3 mètres, est construite en béton armé. Le tablier repose directement sur les culées. Un escalier permet d'accéder au boulevard[4].

- pont de la Colombette. 
Le pont est édifié entre 1872 et 1874 sur le modèle des ponts Pierre-Paul-Riquet et Bayard, dessinés par l'architecte de la ville, Urbain Maguès. La maçonnerie est en brique, tandis que la pierre de taille est utilisée pour les arches segmentaires et les pilastres qui délimitent les culées. Large de 12 mètres et d'une seule travée, il mesure 31 mètres de long[5].

- pont Gabriel-Péri. 
Le pont est construit entre 1904 et 1907, alors qu'est achevée la percée de la rue de Constantine (actuelle rue Gabriel-Péri), afin de relier la ville au cimetière de Terre-Cabade. Les plans sont dressés par E. Estrade, ingénieur des ponts et chaussées et directeur des travaux de la ville. Il mesure 29,50 mètres de long pour 12 mètres de large. Le tablier métallique est soutenu par huit poutres métalliques, qui reposent sur les culées maçonnées en brique claire et en pierre[6].

- pont Pierre-Paul-Riquet. 
C'est en 1845 qu'est prise la décision de construire un nouveau pont sur le canal dans l'axe des allées Lafayette (actuelles allées Jean-Jaurès). Les travaux sont dirigés par l'architecte de la ville, Urbain Maguès. Le pont est construit en brique. Il est large de 14 mètres et d'une seule travée. Les bandeaux des arcs segmentaires sont en pierre de taille. 
Face à l'augmentation du trafic automobile, le pont est agrandi entre 1950 et 1951 sur les plans de l'ingénieur de la ville Félix Prat. Le nouveau tablier, qui englobe le pont ancien, a permis d'en doubler la largeur, à 28 mètres. Il est en béton précontraint, supporté par des poutres et reposant sur des culées en béton, recouvertes d'un plaquis de brique rouge[7].

### Papeterie Sirven
La papeterie Sirven est aménagée entre les rues de la Colombette, Amélie et Gabriel-Péri, lors de plusieurs campagnes de travaux qui s'étalent entre 1877 et 1930.
- no  20 bis : maison.

- no  22-22 bis : résidence Le Quai du Roy. 
La résidence est construite entre 2006 et 2008 par l'entreprise Kaufman & Broad et propose 24 appartements d'une à quatre pièces[9]. Le bâtiment à gauche (actuel no 22) est un pastiche du style « paquebot » et d'architecture Art déco. 
Le bâtiment à droite (actuel no 22 bis) est d'une architecture plus moderne. Il conserve cependant la façade d'un corps de bâtiment construit en 1893 pour la papeterie Sirven.

- no  24 : théâtre des 3 T.

### Immeubles et maisons
- no  17 : immeuble (deuxième moitié du XXe siècle)[10].
- no  17 bis : maison (1927, Edmond Pilette)[11].
- no  27 : maison (deuxième moitié du XIXe siècle)[12].
- no  29 : immeuble (deuxième quart du XXe siècle)[13].

- no  35-39 : centre sportif Léo-Lagrange. 
Le centre sportif Léo-Lagrange est construit entre 1964 et 1970 par l'architecte Pierre Glénat, sur une large parcelle entre la rue Pierre-Paul-Riquet (actuel no 76), à l'ouest, le boulevard du même nom à l'est et la rue des Sept-Troubadours au nord (actuel no 54). Il est représentatif du succès du mouvement moderne à Toulouse et particulièrement du courant brutaliste, en réduisant la part du décor et en utilisant le ciment en couverture, mais en travaillant sur les formes architectoniques de l'édifice. Il se compose de plusieurs corps de bâtiments de hauteur différente[14]. 
Entre 2018 et 2019, le centre sportif est profondément rénové. Les travaux permettent de dégager une surface de 4510 m². L'espace se partage entre une piscine, une des plus fréquentées de la ville[15], une salle omnisports, une salle de gymnastique utilisée par le Roller derby de Toulouse, des salles d'entraînements des équipes de hand-ball et de volley-ball, des salles de boxe anglaise et française, une salle de danse et une salle de lutte[16].